# Cantó de Reims-5
El cantó de Reims-5 és un cantó francès del departament del Marne, situat al districte de Reims. Compta amb un municipi i part del de Reims.

## Municipis
- Reims (part)
- Bezannes

## Història
| Data d'elecció                           | Identitat         | Partit                            | Qualitat |
| ---------------------------------------- | ----------------- | --------------------------------- | -------- |
| 1973-1982                                | Claude Lamblin    | PCF                               |          |
| 1982-1994                                | Hubert Carpentier | PS                                |          |
| 1994-2001                                | François Legrand  | Ecologista, després Divers droite |          |
| 2001-                                    | Éric Quénard      | PS                                |          |
| les dades anteriors no són pas conegudes |                   |                                   |          |
|                                          |                   |                                   |          |